# Nazionale femminile di hockey su prato del Kazakistan
La nazionale di hockey su prato femminile del Kazakistan è la squadra femminile di hockey su prato rappresentativa del Kazakistan ed è posta sotto la giurisdizione della Kazakhstan Hockey Federation.

## Partecipazioni

### Mondiali
- 1994-2006 – non partecipa

### Olimpiadi
- 1996-2008 - non partecipa

### Champions Trophy
- 1993-2009 - non partecipa

### Coppa d'Asia
- 1993 - ?
- 1999 - ?
- 2004 - ?
- 2007 - non partecipa